# Anosia gelderi
Anosia gelderi är en fjärilsart som beskrevs av Pieter Cornelius Tobias Snellen 1891. Anosia gelderi ingår i släktet Anosia och familjen praktfjärilar. Inga underarter finns listade i Catalogue of Life.